# Ruth San A Jong
Ruth San A Jong (Paramaribo, 23 juli 1970) is een Surinaams schrijfster en oprichter en directeur van de Schrijversvakschool Paramaribo.

## Opleiding
Ruth San A Jong werd in Paramaribo geboren als enig kind van de kunstschilder Cliff San A Jong en Martha Vanenburg. Zij studeerde van 1990 tot 1993 aan het Surinaams Pedagogisch Instituut en van 1993 tot 1996 sociale wetenschappen en rechten aan de faculteit Maatschappijwetenschappen van de  Anton de Kom-Universiteit van Suriname. Met een beurs volgde zij van 2008 tot 2012 in Nederland en België een opleiding tot Docent Creatief Schrijven/Training of Trainers. In 2017 behaalde zij het Certificaat: 'Masterclass woorden definiëren voor kinderwoordenboek' aan de Faculteit der Geesteswetenschappen van de Anton de Kom-Universiteit van Suriname. In 2018 volgde zij binnen het programma Exchange Alumni USA een studie aan het US Institute in American Contemporary literature, aan de Universiteit van Seattle.

## Werk
In april 2008 richtte Ruth San A Jong de Schrijversvakschool Paramaribo op, waaraan zij zelf behalve als directrice ook werkt als editor en coach. Behalve fysieke lessen verzorgt de school ook online-cursussen, bedrijfsschrijftrainingen en online-lezingen. In 2009 en 2025 verzorgde zij ook trainingen in scriptwriting voor het Nyun Sten theaterfestival.
In 2010 en 2011 trainde San A Jong aan de Fundashon pa Planifikashon di Idioma te Willemstad (Curaçao) trainers in Kinderliteratuur en Creatief schrijven.
Vanaf 2016 legt San A Jong zich ook toe op websitebeheer en socialmediamarketing. Zij verzorgt de redactie van teksten, zowel fictie als non-fictie (digitaal en gedrukt), van publicaties zoals bulletins en nieuwsbrieven, zij doet (of deed) de website-editing voor instanties als het Women's Rights Centre Suriname en het Bisdom Paramaribo.
Na haar Exchange-programma in de Verenigde Staten ontwikkelde San A Jong didactische werkvormen voor lessen in critical thinking (2019-2023).
San A Jong schreef artikelen voor publicaties over Literatuur en tekst voor studieboeken van de Vrije Universiteit Brussel (2019) en voor het Surinaamse ministerie van Onderwijs (2019-2020).
Sinds 2024 maakt zij podcasts met mensen uit de wereld van cultuur en samenleving.

## Literair werk
Ruth San A Jong maakte haar literaire debuut in 2007 met het verhaal ‘De onderbroek’ in de bundel Waarover we niet moeten praten.
In 2011 verscheen haar verhalenbundel: De laatste parade. Het titelverhaal was een van de prijswinnende verhalen geweest bij de derde Kwakoe Literatuurprijs 2002 en de bundel werd in 2014 genomineerd voor De Inktaap. San A Jong was de eerste vrouwelijke genomineerde uit het Caraïbisch gebied. De centrale thematiek van de bundel is de dood in al zijn gedaanten in Suriname, de rituelen, religieuze gebruiken (winti) en (bij)gelovigheden die ermee samenhangen.
In 2014 verbleef zij als ‘’Citywriter’’ in Jakarta, Indonesië, op een tour georganiseerd door het Erasmus Taalcentrum Jakarta en Citybooks-EU op uitnodiging van het Vlaams-Nederlands Huis deBuren en de Taalunie. 
In 2024-2025 schreef zij voor De Gids zes columns over literatuur en het literaire leven in Suriname.
Incidenteel schreef Ruth San A Jong ook kritieken en gedichten.

## Publicaties
- ‘De onderbroek’. In: Waarover we niet moeten praten; Nieuwe Surinaamse en Antilliaanse verhalen. Haarlem: In de Knipscheer, 2007, pp. 42-48.
- '"Schuldbelijdenis! Bladzijde 63!"' In: Voor mij ben je hier; Verhalen van de jongste generatie Surinaamse schrijvers. Samengesteld en geredigeerd door Michiel van Kempen. Amsterdam: Meulenhoff, 2010, pp. 224-237. (Een Engelse vertaling van dit verhaal verscheen in het tijdschrift Southpaw, #1, 2011-2012, Melbourne 2011, pp. 91-101.)
- De laatste parade. Haarlem: In de Knipscheer, 2011. Tweede druk 2014.
- Een serie van 5 lesplannen voor het basisonderwijs groep 5 en 6 over democratie. Paramaribo: Ministerie van Onderwijs, 2010. Tweede druk in 2015 door de Young Democacry Unit.
- Wij schrijven ons eigen boek. Paramaribo: 2013-2014. Fictie bloemlezing voor en geschreven door kinderen. Gefinancierd door de Nederlandse Ambassade.
- Stoelriemen vast! Anansi boven Suriname: Anansiverhalen van Surinaamse schrijvers (e-book, 2017) (Redactie; bundel met eigentijdse anansitori, voortgekomen uit een project van de Ambassade van het Koninkrijk der Nederlanden in Paramaribo en uitgevoerd door de Schrijversvakschool Paramaribo in maart 2016; verhalen van: Angelique Locher-Schaap, Anyra Hamat, Carla Bakboord, Celestine Raalte, Cherri Partoredjo, Christio Wijnhard, Cindy Leeflang, Diego Lapar, Dyon Denswil, Hanny van de Lande, Kelvin Koniki, Kevin Coulor, Marny Daal, Michaëla Lew, Miriam Symor, Nellie Bakboord, Peggyta Bruinhart, Reza Madhar, Rita Tjien Fooh en Rose-Marie Maître. [6]
- Faces and Voices of Kari Yu. [Redactie.] Paramaribo: USAID/Pan American Development Fund, 2016. (Persoonlijke verhalen van 20 jongeren die een positieve verandering hebben doorgemaakt in hun leven dankzij de training en begeleiding van het programma.[7])
- Shantanu Soei Len Tjon, Alakondre verhalen; Uit de wereld van Soei Len. Samenstelling Ruth San A Jong. Paramaribo: Schrijversvakschool, 2021.
- ‘Te vroeg om te vragen naar een reïncarnatie van Michael Slory.’ In: Dat wij zongen; Twintig Caraïbische schrijvers om nooit te vergeten. Samengesteld door Julien Ignacio, Raoul de Jong en Michiel van Kempen. Amsterdam: Das Mag, 2022, pp. 127-140. Essay.
- 'Clark Accord – De koningin van Paramaribo.' In: literatuurgeschiedenis.nl, 2024. [8]
- Zes columns in De Gids, 2024-2025.